# Axinaea fernando-cabiesii
Axinaea fernando-cabiesii är en tvåhjärtbladig växtart som beskrevs av Bussmann, J. Gruhn, A. Glenn. Axinaea fernando-cabiesii ingår i släktet Axinaea och familjen Melastomataceae. Inga underarter finns listade i Catalogue of Life.